# Mariene provincie Warme Gematigde Zuidwestelijke Atlantische Oceaan
De Mariene provincie Warme Gematigde Zuidwestelijke Atlantische Oceaan (47) (Engels: Warm Temperate Southwestern Atlantic marine province) is een biogeografische provincie en ligt in het zuidwesten van de Atlantische Oceaan in het Marien rijk Gematigd Zuid-Amerika. De mariene provincie is vastgesteld door het World Wide Fund for Nature en The Nature Conservancy en is vernoemd naar de warme gematigde wateren in het zuidwesten van de Stille Oceaan.
In het noordoosten grenst het gebied aan de mariene provincie Tropische Zuidwestelijke Atlantische Oceaan (14) en in het zuiden aan de mariene provincie Magelhaen (48).

## Geografie
De mariene provincie ligt voor een stuk van de zuidoostkust van Brazilië, voor de zuidkust van Uruguay en een stuk oostkust van Argentinië.

## Biogeografie
Het gebied kent zeeleven dat houdt van gematigde temperaturen.

## Mariene ecoregio's
Deze mariene provincie bestaat uit 4 mariene ecoregio's:
- Mariene ecoregio Zuidoostelijk Brazilië (180)
- Mariene ecoregio Rio Grande (181)
- Mariene ecoregio Río de la Plata (182)
- Mariene ecoregio Uruguay-Buenos Aires Plat (183)